# Apenesia beggsae
Apenesia beggsae – gatunek błonkówki z rodziny płaszczykowatych i podrodziny Pristocerinae.
Gatunek ten został opisany w 2013 roku przez Darrena Francisa Warda. Epitet gatunkowy nadano na cześć Jacqueline Begg.
Samice mają ciało długości 4 mm, a samce od 2,7 do 3 mm. U samic ubarwienie jest jasnobrązowe lub pomarańczowe, zaś u samców metasoma jest ciemnobrązowa a głowa i mezosoma ciemnobrązowe lub czarne. Czułki i pięciozębne żuwaczki u obu płci są jasnobrązowe. Nadustek ma ściętą krawędź wierzchołkową. Notauli mają formę silnie V-kształtną i ku tyłowi prawie stykają się na tarczy śródplecza. Ponadto u samic mezosomę wyróżnia od podobnego A. tofti U-kształtna tarczka i wyraźne wcięcie tylno-boczne pozatułowia. Samice są bezskrzydłe, natomiast samce mają skrzydła, z których przednie są długości od 3 do 3,1 mm. Ich użyłkowanie cechuje równomiernie zakrzywiona żyłka radialna.
Owad endemiczny dla Nowej Zelandii, znany z Wyspy Północnej i Południowej.